# Mistrzostwa Europy w Lekkoatletyce 1982
XIII Mistrzostwa Europy w Lekkoatletyce rozgrywane były w dniach 6–12 września 1982 w Atenach na Stadionie Olimpijskim.

## Mężczyźni

### konkurencje biegowe
| konkurencja                                    | złoto                                                                             | złoto      | srebro                                                                   | srebro   | brąz                                                                             | brąz     |
| ---------------------------------------------- | --------------------------------------------------------------------------------- | ---------- | ------------------------------------------------------------------------ | -------- | -------------------------------------------------------------------------------- | -------- |
| Bieg na 100 metrów (szczegóły)                 | Frank Emmelmann · NRD                                                             | 10,21 CR   | Pierfrancesco Pavoni · Włochy                                            | 10,25    | Marian Woronin · Polska                                                          | 10,28    |
| Bieg na 200 metrów (szczegóły)                 | Olaf Prenzler · NRD                                                               | 20,46      | Cameron Sharp · Wielka Brytania                                          | 20,47    | Frank Emmelmann · NRD                                                            | 20,60    |
| Bieg na 400 metrów (szczegóły)                 | Hartmut Weber · RFN                                                               | 44,72 CR   | Andreas Knebel · NRD                                                     | 45,29    | Wiktor Markin · ZSRR                                                             | 45,30    |
| Bieg na 800 metrów (szczegóły)                 | Hans-Peter Ferner · RFN                                                           | 1:46,33    | Sebastian Coe · Wielka Brytania                                          | 1:46,68  | Jorma Härkönen · Finlandia                                                       | 1:46,90  |
| Bieg na 1500 metrów (szczegóły)                | Steve Cram · Wielka Brytania                                                      | 3:36,49    | Nikołaj Kirow · ZSRR                                                     | 3:36,01  | José Abascal · Hiszpania                                                         | 3:36,88  |
| Bieg na 5000 metrów (szczegóły)                | Thomas Wessinghage · RFN                                                          | 13:28,90   | Werner Schildhauer · NRD                                                 | 13:30,03 | David Moorcroft · Wielka Brytania                                                | 13:30,42 |
| Bieg na 10 000 metrów (szczegóły)              | Alberto Cova · Włochy                                                             | 27:41,03   | Werner Schildhauer · NRD                                                 | 27:41,21 | Martti Vainio · Finlandia                                                        | 27:42,51 |
| Maraton (szczegóły)                            | Gerard Nijboer · Holandia                                                         | 2:15,16    | Armand Parmentier · Belgia                                               | 2:15,51  | Karel Lismont · Belgia                                                           | 2:16,04  |
| Bieg na 110 metrów przez płotki (szczegóły)    | Thomas Munkelt · NRD                                                              | 13,41      | Andriej Prokofjew · ZSRR                                                 | 13,44    | Arto Bryggare · Finlandia                                                        | 13,60    |
| Bieg na 400 metrów przez płotki (szczegóły)    | Harald Schmid · RFN                                                               | 47,48 ER   | Aleksandr Jacewicz · ZSRR                                                | 48,60    | Uwe Ackermann · NRD                                                              | 48,64    |
| Bieg na 3000 metrów z przeszkodami (szczegóły) | Patriz Ilg · RFN                                                                  | 8:18,52    | Bogusław Mamiński · Polska                                               | 8:19,22  | Domingo Ramón · Hiszpania                                                        | 8:20,48  |
| Sztafeta 4 × 100 metrów (szczegóły)            | ZSRR · Aleksandr Aksinin · Siergiej Sokołow · Andriej Prokofjew · Nikołaj Sidorow | 38,60      | NRD · Detlef Kübeck · Olaf Prenzler · Thomas Munkelt · Frank Emmelmann   | 38,71    | RFN · Christian Zirkelbach · Christian Haas · Peter Klein · Erwin Skamrahl       | 38,71    |
| Sztafeta 4 × 400 metrów (szczegóły)            | RFN · Erwin Skamrahl · Harald Schmid · Thomas Giessing · Hartmut Weber            | 3:00,51 CR | Wielka Brytania · David Jenkins · Garry Cook · Todd Bennett · Phil Brown | 3:00,67  | ZSRR · Aleksandr Troszcziło · Pawieł Roszczin · Pawieł Konowałow · Wiktor Markin | 3:00,79  |
| Chód na 20 kilometrów (szczegóły)              | Josep Marín · Hiszpania                                                           | 1:23,43    | Jozef Pribilinec · Czechosłowacja                                        | 1:25,55  | Pavol Blažek · Czechosłowacja                                                    | 1:26,13  |
| Chód na 50 kilometrów (szczegóły)              | Reima Salonen · Finlandia                                                         | 3:55,29    | Josep Marín · Hiszpania                                                  | 3:59,18  | Bo Gustafsson · Szwecja                                                          | 4:01,21  |

### konkurencje techniczne
| konkurencja                | złoto                            | złoto    | srebro                      | srebro | brąz                              | brąz  |
| -------------------------- | -------------------------------- | -------- | --------------------------- | ------ | --------------------------------- | ----- |
| Skok wzwyż (szczegóły)     | Dietmar Mögenburg · RFN          | 2,30 CR  | Janusz Trzepizur · Polska   | 2,27   | Gerd Nagel · RFN                  | 2,24  |
| Skok o tyczce (szczegóły)  | Aleksander Krupski · ZSRR        | 5,60 CR  | Władimir Polakow · ZSRR     | 5,60   | Atanas Tyrew · Bułgaria           | 5,60  |
| Skok w dal (szczegóły)     | Lutz Dombrowski · NRD            | 8,41 CR  | Antonio Corgos · Hiszpania  | 8,19   | Jan Leitner · Czechosłowacja      | 8,08  |
| Trójskok (szczegóły)       | Keith Connor · Wielka Brytania   | 17,29    | Wasilij Griszczenkow · ZSRR | 17,15  | Béla Bakosi · Węgry               | 17,04 |
| Pchnięcie kulą (szczegóły) | Udo Beyer · NRD                  | 21,50 CR | Jānis Bojārs · ZSRR         | 20,81  | Remigius Machura · Czechosłowacja | 20,59 |
| Rzut dyskiem (szczegóły)   | Imrich Bugár · Czechosłowacja    | 66,64    | Ihor Duhineć · ZSRR         | 65,60  | Wolfgang Warnemünde · NRD         | 64,20 |
| Rzut młotem (szczegóły)    | Jurij Siedych · ZSRR             | 81,66 CR | Igor Nikulin · ZSRR         | 79,44  | Siergiej Litwinow · ZSRR          | 78,66 |
| Rzut oszczepem (szczegóły) | Uwe Hohn · NRD                   | 91,34    | Heino Puuste · ZSRR         | 89,56  | Detlef Michel · NRD               | 89,32 |
| Dziesięciobój (szczegóły)  | Daley Thompson · Wielka Brytania | 8743 WR  | Jürgen Hingsen · RFN        | 8517   | Siegfried Stark · NRD             | 8433  |

## Kobiety

### konkurencje biegowe
| konkurencja                                 | złoto                                                               | złoto      | srebro                                                                                         | srebro  | brąz                                                                                   | brąz    |
| ------------------------------------------- | ------------------------------------------------------------------- | ---------- | ---------------------------------------------------------------------------------------------- | ------- | -------------------------------------------------------------------------------------- | ------- |
| Bieg na 100 metrów (szczegóły)              | Marlies Göhr · NRD                                                  | 11,01 CR   | Bärbel Wöckel · NRD                                                                            | 11,20   | Rose-Aimée Bacoul · Francja                                                            | 11,29   |
| Bieg na 200 metrów (szczegóły)              | Bärbel Wöckel · NRD                                                 | 22,04 CR   | Kathy Smallwood · Wielka Brytania                                                              | 22,13   | Sabine Rieger · NRD                                                                    | 22,51   |
| Bieg na 400 metrów (szczegóły)              | Marita Koch · NRD                                                   | 48,16 WR   | Jarmila Kratochvílová · Czechosłowacja                                                         | 48,85   | Taťána Kocembová · Czechosłowacja                                                      | 50,55   |
| Bieg na 800 metrów (szczegóły)              | Olga Miniejewa · ZSRR                                               | 1:55,41 CR | Ludmiła Wiesiełkowa · ZSRR                                                                     | 1:55,96 | Margrit Klinger · RFN                                                                  | 1:57,22 |
| Bieg na 1500 metrów (szczegóły)             | Olga Dwirna · ZSRR                                                  | 3:57,80 CR | Zamira Zajcewa · ZSRR                                                                          | 3:58,82 | Gabriella Dorio · Włochy                                                               | 3:59,02 |
| Bieg na 3000 metrów (szczegóły)             | Swietłana Ulmasowa · ZSRR                                           | 8:30,28 CR | Maricica Puică · Rumunia                                                                       | 8:33,33 | Jelena Sipatowa · ZSRR                                                                 | 8:34,06 |
| Maraton (szczegóły)                         | Rosa Mota · Portugalia                                              | 2:36:04    | Laura Fogli · Włochy                                                                           | 2:36:29 | Ingrid Kristiansen · Norwegia                                                          | 2:36:39 |
| Bieg na 100 metrów przez płotki (szczegóły) | Lucyna Kałek · Polska                                               | 12,45 CR   | Jordanka Donkowa · Bułgaria                                                                    | 12,54   | Kerstin Knabe · NRD                                                                    | 12,54   |
| Bieg na 400 metrów przez płotki (szczegóły) | Ann-Louise Skoglund · Szwecja                                       | 54,58 CR   | Petra Pfaff · NRD                                                                              | 54,90   | Chantal Réga · Francja                                                                 | 54,94   |
| Sztafeta 4 × 100 metrów (szczegóły)         | NRD · Gesine Walther · Bärbel Wöckel · Sabine Rieger · Marlies Göhr | 42,19 CR   | Wielka Brytania · Wendy Hoyte · Kathy Smallwood · Beverley Callender · Shirley Thomas          | 42,66   | Francja · Laurence Bily · Marie-Christine Cazier · Rose-Aimée Bacoul · Liliane Gaschet | 42,68   |
| Sztafeta 4 × 400 metrów (szczegóły)         | NRD · Kirsten Siemon · Sabine Busch · Dagmar Rübsam · Marita Koch   | 3:19,05 WR | Czechosłowacja · Věra Tylová · Milena Matějkovičová · Taťána Kocembová · Jarmila Kratochvílová | 3:22,17 | ZSRR · Jelena Korban · Iryna Olchownikowa · Olga Miniejewa · Irina Baskakowa           | 3:22,79 |

### konkurencje techniczne
| konkurencja                | złoto                         | złoto    | srebro                              | srebro | brąz                    | brąz  |
| -------------------------- | ----------------------------- | -------- | ----------------------------------- | ------ | ----------------------- | ----- |
| Skok wzwyż (szczegóły)     | Ulrike Meyfarth · RFN         | 2,02 WR  | Tamara Bykowa · ZSRR                | 1,97   | Sara Simeoni · Włochy   | 1,97  |
| Skok w dal (szczegóły)     | Vali Ionescu · Rumunia        | 6,79     | Anișoara Cușmir · Rumunia           | 6,73   | Jelena Iwanowa · ZSRR   | 6,73  |
| Pchnięcie kulą (szczegóły) | Ilona Slupianek · NRD         | 21,59 CR | Helena Fibingerová · Czechosłowacja | 20,94  | Nunu Abaszydze · ZSRR   | 20,82 |
| Rzut dyskiem (szczegóły)   | Cwetanka Christowa · Bułgaria | 68,34    | Marija Petkowa · Bułgaria           | 67,94  | Galina Sawinkowa · ZSRR | 67,82 |
| Rzut oszczepem (szczegóły) | Ana Weruli · Grecja           | 70,02 CR | Antje Kempe · NRD                   | 67,74  | Sofia Sakorafa · Grecja | 67,04 |
| Siedmiobój (szczegóły)     | Ramona Neubert · NRD          | 6664     | Sabine Möbius · NRD                 | 6594   | Sabine Everts · RFN     | 6418  |

## Klasyfikacja medalowa
| Klasyfikacja medalowa |                 |    |    |   |       |
| Miejsce               | Państwo         |    |    |   | Razem |
| 1                     | NRD             | 13 | 8  | 6 | 27    |
| 2                     | RFN             | 8  | 1  | 5 | 14    |
| 3                     | ZSRR            | 6  | 12 | 8 | 26    |
| 4                     | Wielka Brytania | 3  | 5  | 1 | 9     |
| 5                     | Czechosłowacja  | 1  | 4  | 4 | 9     |
| 6                     | Hiszpania       | 1  | 2  | 2 | 5     |
| 6                     | Włochy          | 1  | 2  | 2 | 5     |
| 8                     | Bułgaria        | 1  | 2  | 1 | 4     |
| 8                     | Polska          | 1  | 2  | 1 | 4     |
| 10                    | Rumunia         | 1  | 2  | 0 | 3     |
| 11                    | Finlandia       | 1  | 0  | 3 | 4     |
| 12                    | Grecja          | 1  | 0  | 1 | 2     |
| 12                    | Szwecja         | 1  | 0  | 1 | 2     |
| 14                    | Holandia        | 1  | 0  | 0 | 1     |
| 14                    | Portugalia      | 1  | 0  | 0 | 1     |
| 16                    | Belgia          | 0  | 1  | 1 | 2     |
| 17                    | Francja         | 0  | 0  | 3 | 3     |
| 18                    | Norwegia        | 0  | 0  | 1 | 1     |
| 18                    | Węgry           | 0  | 0  | 1 | 1     |

## Objaśnienia skrótów
WR – rekord świata
ER – rekord Europy
CR – rekord mistrzostw Europy